# Prix Shinmura Izuru
Le prix Shinmura Izuru (新村出賞) est une distinction décernée par la fondation Shinmura Izuru (新村出記念財団) pour des contributions à la linguistique. Le prix, attribué depuis 1982, tient son nom du linguiste Shinmura Izuru, connu pour ses nombreuses contributions à la linguistique japonaise (kokugogaku) et à la lexicographie.

## Liste des lauréats
1. 1982
  - Société ouralienne du Japon : pour leurs contributions dans leur revue Uralica vol. 5
  - Groupe de recherche en lexicologie historique du japonais (Kokugo goishi kenkyūkai): pour leurs contributions dans leur publication Studies in Historical Japanese Lexicology (Kokugo goishi no kenkyū) Nos. 2 and 3.
2. 1983
  - Institut de recherche Hōbōgirin (Hōbōgirin Kenkyūjo) : pour leur contribution au Hōbōgirin, encyclopédie du bouddhisme.
3. 1984
  - Harumichi Ishizuka : Zushoryō Manuscripts, Nihon Syoki: Research Part (Zushoryōbon Nihon Shoki Kenkyūhen)
  - Junichi Endō : Critical Study on Fables of Aesop I, II (Isopo Monogatari no genten teki kenkyū, Sēhen, Zokuhen)
4. 1985
  - Yukihiro Yamaguchi : Étude structurelle d'un dialecte à Arai, Shizuoka, Japan
  - Yoshiki Yamaguchi : On Establishment of Old Japanese Syntax and Morphology (Kodai nihongo bunpō no seiritsu no kenkyū)
5. 1986
  - Akira Minegishi : Linguistic Study of Records of Heian Period (Heian jidai kokiroku no kokugogaku teki kenkyū)
6. 1987
  - Yorio Ōtaka: Marie de France : Œuvres complètes
  - Kazuo Takeuchi  : Turkish Dictionary (Torukogo jiten)
  - Studies in Language of Kamakura (Kamakura jidaigo kenkyū) : Studies in Language of Kamakura Vol. 1-10
7. 1988
  - Konshi Fukuda : Dictionary of Literary Manchu (Manshūgo bungo jiten)
8. 1989
  - Haruo Aoki : pour sa translittération et traduction du folklore des Nez-Percés
9. 1990
  - Cercle dialectologique du Japon (Nihon hōgen kenkyūkai) : The course of Study of Japanese Dialects: Festschrift for the centenary of a birth of Misao Tōjō. Study part, bibliography part. (Nihon hōgen kenkyū no ayumi: Tōjō Misao sensē sētan 100 shūnen kinen)
10. 1991
  - Kazue Akinaga : Studies on verbal denotement in Kokon Wakashū (Kokon-wakashū sēten bon no kenkyū)
  - Kazuhiko Yoshida : The Hittite Mediopassive Endings in-ri
11. 1992
  - Yoshio Mase : History of Nagano Prefecture, "Dialect" Part
12. 1993
  - Masayoshi Matsuda, Kanichi Itoi, Kōichirō Hidaka : Changes in Environment of Dialect Use, 1955 et 1985 (Hōgen sēkatsu 30 nen no henyō)
13. 1994
  - Motoki Nakajima : Modern Kantonese Dictionary (Gendai kantongo jiten)
14. 1995
  - Kenji Sakai : Whole Collection of Kōyō Gunkan (Kōyō gunkan taisē)
  - Tsuguhito Takeuchi : Old Tibetan Contracts from Central Asia
15. 1996
  - Kenjirō Soeda : Problems on History of Japanese Accent (Nihongo akusento shi no sho mondai)
16. 1997
  - (prix non décerné)
17. 1998
  - Akihiko Yonekawa : Japanese-Japanese Sign Language Dictionary (Nihongo-Shuwa Jiten)
  - Masato Hachiya : Word Formational Studies of Japanese Reduplicated Words (Kokugo chōfuku go no go kōsēron teki kenkyū)
  - Fuminori Sakono : A Philological Study of Japanese Dialect (Bunken hōgen shi kenkyū)
18. 1999
  - Katsuaki Numoto : Historical Studies on Japanese Han-ji Reading: Its Structure and Written Forms (Nihon kanji on no rekishi teki kenkyū : taikē to hyōki wo megutte)
  - Kiyoshi Matsuda : Bibliography and Study on Western Learning in Japan (Yōgaku no shoshi teki kenkyū)
19. 2000
  - Yasuko Yamaguchi : Stylistic Study of Konjaku Monogatarishū: Written Narrative (Konjaku monogatarishū no bunshō kenkyū: kakitomerareta "monogatari")
20. 2001
  - (prix non décerné)
21. 2002
  - Toshiaki Muroyama : Meaning and Yoko Society Structuring: View from Lexicons of Words of Tendency in Dialects (Yoko shakai no kōzō to imi: hōgen sēkō goi ni miru)
  - Chigusa Kobayashi : Studies of Japanese Expressions in the Middle Ages Used in the Shōmono, Kyōgen, and Christian Writings (Chūsei bunken no hyōgenron teki kenkyū)
22. 2003
  - Shigehiro Katō : A Pragmatic Study of Modification Structure in Japanese (Nihongo shūshoku kōzō no goyōron teki kenkyū)
23. 2004
  - Takashi Kobayashi : Methods of Dialectological Studies in the History of Japanese Language (Hōgengaku teki nihongo shi no hōhō)
24. 2005
  - Onore Watanabe : A Morphological Description of Sliammon, Mainland Comox Salish with a Sketch of Syntax
  - Yōko Yumoto : Meaning and Syntax of Complex Verb and Derivative Verb (Fukugō dōshi, hasē dōshi no imi to tōgo)
25. 2006
  - Shingo Yamamoto : A Stylistic Study of Hyōbyaku and Gammon of Heian and Kamakura Eras (Heian, Kamakura jidai ni okeru hyōbyaku, gwanmon no buntai no kenkyū)
  - Satoshi Kinsui : A History of Existential Expressions in Japanese (Nihongo sonzai hyōgen no rekishi)
26. 2007
  - (prix non décerné)
27. 2008
  - (prix non décerné)

## Référence
- (en) Cet article est partiellement ou en totalité issu de l’article de Wikipédia en anglais intitulé « Shinmura Izuru Prize » (voir la liste des auteurs).